# دولاتس (نووی پازار)
دولاتس (به صربی: Dolac) یک منطقهٔ مسکونی در صربستان است که در نووی پازار واقع شده‌است.